# Kristoffer Mindrebøe
Kristoffer Mindrebøe (* 24. Dezember 1992) ist ein norwegischer Poolbillardspieler.

## Karriere
Kristoffer Mindrebøe wurde 2009 norwegischer Juniorenmeister im 14/1 endlos und 2010 im 8-Ball. Bei der Junioren-Europameisterschaft 2010 gewann er die Bronzemedaille im 14/1 endlos und wurde nach einer 3:8-Finalniederlage gegen den Deutschen Manuel Ederer Vizeeuropameister im 9-Ball. Mit der norwegischen Juniorenmannschaft wurde er Dritter. Zuvor hatte er bei der Herren-EM den 33. Platz im 14/1 erreicht. Bei den Finland Open 2010 gelang ihm erstmals der Einzug in die Finalrunde eines Euro-Tour-Turniers, er verlor jedoch in der Runde der letzten 32 gegen den Spanier Francisco Sánchez. Bei der norwegischen Meisterschaft der Herren gewann er 2010 mit dem dritten Platz im 10-Ball seine erste Medaille.
Im Februar 2011 zog Mindrebøe bei den French Open ins Halbfinale ein und unterlag dem Niederländer Nick van den Berg nur knapp mit 8:9. Bei der EM 2011 kam er nicht über den 49. Platz hinaus. Im selben Jahr gewann er seine ersten nationalen Meistertitel bei den Herren. Im 8-Ball-Finale besiegte er Matey Ullah, das Endspiel im 10-Ball gewann er gegen Roger Lysholm. 2012 wurde er norwegischer Meister in den Disziplinen 8-Ball und 9-Ball sowie nach einer Finalniederlage gegen Vegar Kristiansen Vizemeister im 10-Ball. Bei der EM 2012 erreichte er im 8-Ball die Runde der letzten 32. Bei den Austria Open 2012 erreichte er das Achtelfinale. 2013 wurde er durch einen Finalsieg gegen Roger Rasmussen erstmals norwegischer 14/1-endlos-Meister und Vizemeister im 8-Ball. Im folgenden Jahr wurde er Vizemeister im 9-Ball. 2015 gewann er den nationalen Meistertitel im 14/1 endlos, 2016 in den Disziplinen 8-Ball und 9-Ball. Vier Jahre nach seiner zuvor letzten EM-Teilnahme erreichte er im April 2016 beim 8-Ball-Wettbewerb der Europameisterschaft erstmals ein EM-Achtelfinale und schied gegen den späteren Vizeeuropameister Francisco Sánchez aus.

### Mannschaft
Mit der norwegischen Nationalmannschaft wurde Mindrebøe 2012 EM-Fünfter.

## Erfolge
| Norwegischer 8-Ball-Meister:      | 2011, 2012, 2016 |
| Norwegischer 10-Ball-Meister:     | 2011             |
| Norwegischer 9-Ball-Meister:      | 2012, 2016       |
| Norwegischer 14/1-endlos-Meister: | 2013, 2015       |